# Вудс, Фил
Фил Вудс (англ. Phil Woods), полное имя Филипп Уэллс Вудс (англ. Philip Wells Woods; 2 ноября 1931, Спрингфилд, Массачусетс — 29 сентября 2015, Ист-Страудсберг, Пенсильвания) — американский джазовый альт-саксофонист, кларнетист и композитор.

## Биография
Родился 2 ноября 1931 года в Спрингфилде (штат Массачусетс). Получил альт-саксофон от своего дяди в наследство; начал играть в возрасте 12 лет. Учился в Харви Лароуза в Спрингфилде, затем в 1948 году переехал в Нью-Йорк. Учился у Ленни Тристано, также один семестр в Манхэттенской школе музыки (1948); учился играть на кларнете у Джимми Абате в Джульярдской школе (1948-52).
Первую профессиональную работу получил в группе армии военно-воздушных сил. Играл с Ричардом Гейменом, Чарли Барнетом (1952), Джимми Рейне (1955); Джорджем Воллингтоном, Фридрихом Гулдой, Диззи Гиллеспи, Кенни Доргемом (1956); возглавлял группу вместе с Джином Квиллом (1957), играл с Бадди Ричем (1958—1959), Куинси Джонсом (1959—1961), включая большое количество гастролей в Европу. В 1960-х работал с Джорджем Расселлом, Нилом Гефти, Джеки Кейном-Роем Кралом, Джо Ньюменом, Мэнни Альбамом, Эл Коном-Зутом Симсом, Оливером Нельсоном, Телониусом Монком и многими другими, также много работал как сессионный музыкант. В 1962 году с окрестром Бенни Гудмена ездил на гастроли в СССР. Возглавил отдел джаза в лагере искусств Ремблерне (1966).
В 1968 году переехал во Францию, где в Париже возглавлял группу European Rhythm Machine, в котором играли Джордж Грунтц, Анри Тешье, Даниэль Юмер (1968—1973). В 1973 году провёл десять месяцев в Лос-Анджелесе, где играл в электронном квартете Пита Робинсона. В 1974 году перебрался в Париж. Стал участником-основателем биг-бэнда Кларка Терри, концертировал вместе с Мишелем Леграном в 1970-х; также написал музыку для саундтреков к кинофильмам «Бильярдист» (1962), «Фотоувеличение» (1966).
Возглавлял собственный квартет (1974-83), который позже был расширен до квинтета; а также большой ансамбль, the Little Big Band, в которые входили басист Стив Гилмор, ударник Билл Гудвин. Гастролировал с собственным биг-бэндом (1999). Стал лауреатом 4-х премий «Грэмми» (1975, 1977, 1982, 1983).
Умер 29 сентября 2015 года в Ист-Струдсберзи (штат Пенсильвания) в возрасте 83 лет.

## Награды
Записи Вудса семь раз номинировались на премию «Грэмми», из которых получил 4 награды.
- 1975 — Премия «Грэмми» за лучшее джазовое исполнение ансамблем, «Images»
- 1977 — Премия «Грэмми» за лучшее джазовое инструментальное исполнение, «Live from the Showboat»
- 1982 — Премия «Грэмми» за лучшее джазовое инструментальное исполнение, «More Live»
- 1983 — Премия «Грэмми» за лучшее джазовое инструментальное исполнение, «At the Vanguard»